# Lamaole
Lamaole is een bestuurslaag in het regentschap Flores Timur van de provincie Oost-Nusa Tenggara, Indonesië. Lamaole telt 312 inwoners (volkstelling 2010).